# Adolf Brand
Adolf Brand (14 november 1874 – 2 februari 1945) was een Duits schrijver, individualistisch anarchist en activist voor vrijheid voor homoseksuelen en mannelijke biseksuelen. 

## Der Eigene
Nadat hij kortstondig als onderwijzer werkzaam was geweest, stichtte hij in 1896 een anarchistisch tijdschrift, Der Eigene, geïnspireerd door de filosofie van Max Stirner. Binnen enkele jaren ontwikkelde het tijdschrift zich tot een blad voor homoseksuelen, dat voornamelijk gevuld was met literatuur en beeldende kunst met betrekking tot knappe jonge mannen. Brand zelf schreef talloze artikelen, maar hij leverde ook een belangrijke bijdrage met de fotografie, waarin hij zich vooral in de periode 1900-1920 bekwaamde.
In 1899 publiceerde Brand de invloedrijke eerste bloemlezing van homo-erotische literatuur van de oudheid tot en met de 19e eeuw, samengesteld door de in Estland geboren dichter en schilder Elisar von Kupffer: Lieblingminne und Freundesliebe in der Weltliteratur. Drie jaar later stichtte hij met Benedict Friedlaender en Wilhelm Jansen de Gemeinschaft der Eigenen (GdE), een vereniging van homoseksuelen die zich inzette voor de viriele mannenliefde en het Oud-Griekse ideaal van de pedagogische eros. De medische theorieën over het ontstaan van homoseksualiteit, zoals die door Magnus Hirschfeld en zijn Wissenschaftlich-humanitäre Komitee werden ontwikkeld, werden door Brand en zijn medestanders categorisch afgewezen. Wel streed de Gemeinschaft der Eigenen samen met Hirschfeld voor afschaffing van het Duitse anti-homo-wetsartikel paragraaf 175. Zowel Brand als Friedlaender werkten voor langere of kortere tijd met Hirschfeld samen, hoewel er ook perioden van openlijke afkeer waren.

## Hondenzweepje
Adolf Brand kwam verschillende keren in aanraking met justitie, onder meer vanwege ontuchtig geachte publicaties. Maar ook bracht hij 18 maanden in de cel door omdat hij tijdens de Harden-Eulenburgaffaire (1907) kanselier Bernhard von Bülow ervan had beschuldigd homoseksueel te zijn, en werd hij veroordeeld omdat hij een volksvertegenwoordiger met wie hij het niet eens was, met een hondenzweepje had geslagen. Daardoor verbaast het niet dat zijn tijdschrift Der Eigene zeer onregelmatig verscheen en veel verschillende vormen had. 
Gedurende de Eerste Wereldoorlog schroefde Brand zijn activiteiten sterk terug. Hij diende twee jaar lang in het leger en trouwde ten slotte met een verpleegster, Elise Behrendt, die zijn homoseksualiteit accepteerde. Na de wapenstilstand verdubbelde hij zijn inzet en wist hij gedurende twaalf jaar Der Eigene als min of meer stabiel tijdschrift uit te geven. Het vond lezers in heel Duitsland en ook in het buitenland. Daarnaast had hij een kleiner tijdschrift, Eros, en gaf hij mooie mannenfoto's uit die in mapjes verspreid werden. 
Na de machtsovername in 1933 zag Brand zich genoodzaakt zijn homo-activisme op te geven en alle publicaties te stoppen. Daardoor werd hij financieel geruïneerd. Hij kwam op zeventigjarige leeftijd om bij een geallieerd bombardement.

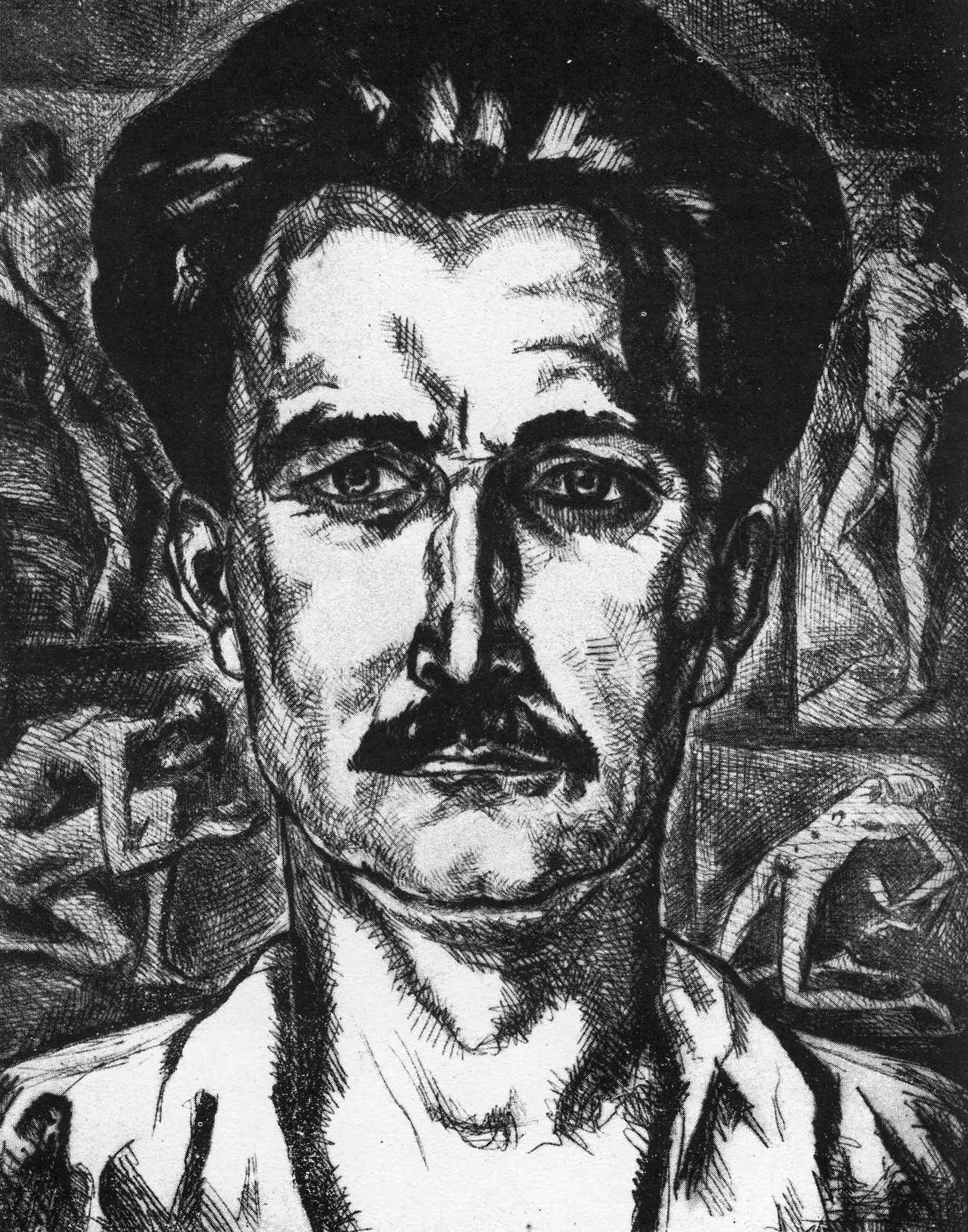
Portret van Adolf Brand naar een gravure door Arnold Siegfried. Uit Der Eigene vol. 7 (1924)